# Етажна собственост
„Етажна собственост“ е български ситком, продукция на Нова телевизия с продуцент Краси Ванков. Режисьори на сериала са Юлиан Минков и Тодор Николов, а сценаристи – Иван Ангелов, Стефан Стоянов, Златина Несторова и Силвия Цонкова. Оператори са Стефан Куцаров и Алекс Самунджи. Филмов монтаж е на Георги Йорданов и Елена Сейменова.

## Сюжет
Действието се развива в една средностатистическа панелка в софийския ж.к. „Надежда“. Героите на сериала са съседи, които по един или друг начин се справят с мизерията, междусъседските интриги и нахалните роднини. Сериалът осмива типичните черти от характера на българина от ниската класа, като безпаричие, простотия, клюкарене, нежелание за работа, злоупотреба с алкохол. Етажна собственост е българската  интерпретация на испанските серии Щурите съседи и Новите съседи.

## Сезони
| Сезон | Сезон | Време на излъчване | Сезони        | Епизоди | Начало на сезона  | Финал на сезона                     | Времетраене | Снимачни локации                          |
| ----- | ----- | ------------------ | ------------- | ------- | ----------------- | ----------------------------------- | ----------- | ----------------------------------------- |
|       | 1     | Четвъртък, 21:00   | 2011 (есен)   | 12      | 29 септември 2011 | 31 декември 2011 Новогодишен епизод | 45 минути   | София, ж.к. Бъкстон, бл. 25.              |
|       | 2     | Четвъртък, 21:00   | 2012 (пролет) | 12      | 15 март 2012      | 31 май 2012                         | 45 минути   | София, ж.к. Бъкстон, бл. 25.              |
|       | 3     | Четвъртък, 21:00   | 2012 (есен)   | 12      | 20 септември 2012 | 6 декември 2012                     | 45 минути   | София, кв. Бояна.                         |
|       | 4     | Четвъртък, 21:00   | 2013 (пролет) | 12      | 7 март 2013       | 30 май 2013                         | 45 минути   | София, „Витоша тюлип“, кв. Кръстова вада. |

## Актьорски състав и роли

### Сезон 1 и 2
- Антон Радичев – Еделвайс Джамбазов; пенсионер, бивш военен, участвал в мисия в Камбоджа . Добър, весел и забавен човек. Понякога прекалява с алкохола. Разказва, че е бил полковник, но впоследствие се разбира, че е бил готвач.           От години крие малкото си име от съседите, което е Еделвайс. Не е виждал сина си от много време и му е тъжно.
- Надя Савова –Цеца Драмбозова; майка на Величко, свекърва на Мими, хазяйка на Гери. Клюкарка, постоянно дебне от балкона на дома си с бинокъла си. Повече от всичко обича да пазарува и да играе бинго. Винаги слага много чесън в ястията си. Вдовица е от няколко години.
- Явор Гигов – Величко Драмбозов; син на Цеца, съпруг на Мими, домоуправител. Краде от парите на входа. Работи като тестер на лекарства.  След това става контрольор в градския транспорт. Типичен неудачник. Жена му го тормози и го командва, и той няма думата за нищо. Най-добре се чувства в кръчмата на Пепо с другите съседи.
- Милица Гладнишка – Мими Драмбозова; съпруга на Величко, снаха на баба Цеца. Бивша гюллетласкачка. Властна и злобна. Постоянно е уж на диета и прави упражнения, а пък е с наднормено тегло. Мрази свекърва си и я чака да умре. Не обича мъжа си, постоянно го командва, понякога го бие.  Мечтае да отвори спа център.
- Милена Маркова – Гери; наемателка на баба Цеца, най-добра приятелка на Теменужка. Родена е в ямболското село Кукорево. Лъже родителите си, че учи медицина, за да ѝ пращат пари. Излиза с доста по-възрастни, често женени мъже. Впоследствие отваря фризьорски салон. Започва връзка с Пешо-краниста от строежа отсреща.
- Невена Бозукова – Теменуга Балабанова; съквартирантка и най-добра приятелка на Гери. Работи първо като контрольор на синя зона, след това в погребалната агенция на Живко и после заедно с Гери стават фризьорки. Женена е за Жоро.
- Мариета Петрова – Спиридонова; съседка в блока, преподавателка по пиано. Изгонена е от кооперацията ѝ поради решение на етажната собственост заради пианото. По-късно започва работа в отдел "Култура" на Община "София" .
- Стефан Денолюбов – Жоро Балабанов - Маестрото. Безработен водопроводчик. Изключително мързелив. Прекарва дните си в заведението на Пепо. Хобито му е да рисува. Женен е за Темеужка.
- Станимир Гъмов – Живко Здравков - Погребалния; собственик на погребална агенция в блока. Обожава истории за покойници. Стане ли дума за смърт на събранията, винаги гласува "за". По-късно разширява бизнеса, превръщайки един от ковчезите в солариум.
- Валентин Владимиров –  Пепо Ванков; собственик на заведение в блока. Изключителен скъперник.
- Пламен Добрев – Лальо Лалев. Кварталния полицай. Постоянно се скатава от работа. По цял ден седи в кръчмата на Пепо.
- Стефан Къшев – Доктор Контопишев. Гинеколог, собственик на  лекарски кабинет в блока. Понякога сяда в кръчмата при Пепо. Приятел на съседите. Понякога им се подиграва за безсмислените им идеи, които са пълни с глупости , както и за нежеланието им за работа.
- Симеон Викторов – дядо Стефчо; добър приятел на на баба Цеца. Любимите му занимания са да ходи на бинго и да пазарува. Не понася Мими и  постоянно има с нея конфликти.
- Жулиета Колева – леля Дорче. Хигиенистка в блока. Постоянно разказва истории за нейни познати, загинали в различни злополуки.
- Еленко Ангелов (6 еп.) – екстрасенс

- Петко Каменов (6 еп. и др.) – Идеал; приятел на Величко от института. Нахалник и женкар, който търси Величко, когато жена му го изрита и няма къде да спи.
- Явор Гигов - Сашо Къдравия. Мафиот- двойник на Величко Драмбозов. Изнудва Погребалния да фалшифицира смъртта му и да избяга в чужбина. Умира в самолетна катастрофа.
- Рафи Бохосян (7 еп.) – Фреди Меркюри; певец
- Милена Живкова (12 еп.) – Вероника; съпругата на Джамбазов която се връща в София за да поговори за предстоящия им развод.
- Милко Калайджиев (12 еп.) – поп-фолк певец
- Веселин Ранков (3 еп.) – кметът на квартал Надежда Кольо Тодоров. Бивш депутат
- Васил Манов - Жан Рено. Топлинен счетоводител.
- Александър Макаренко - строител, хамалин, служител в телеком.
- Евгени Будинов - Кирето. Собственик на червения Москвич пред блока. От много време лежи под него и се опитва да го запали, но всичките му опити удрят на камък . Съседите не са го виждали от кръста нагоре.
- Манол Герушин - бащата на младоженеца.

### Сезон 3
- Антон Радичев – Еделвайс Джамбазов; пенсионер , полковник, охрана в комплекса
- Надя Савова – баба Цеца Драмбозова; майка на Величко, свекърва на Мими, денонощна наблюдателка ( клюкарка )
- Явор Гигов – Величко Драмбозов; син на Цеца, съпруг на Мими, домоуправител на комплекса
- Милица Гладнишка – Мими Драмбозова; съпруга на Величко, снаха на баба Цеца, бивша гюлетласкачка
- Милена Маркова – Гери; работи в студио за масаж в комплекса
- Невена Бозукова – Теменуга Балабанова; майка на Салвадор (общото им дете с Жоро), работи в студиото за масаж
- Станимир Гъмов – Живко Здравков; собственик на сватбена агенция в комплекса, влюбен е в Мимолета
- Валентин Владимиров – Пепо Ванков; таксиметров шофьор
- Пламен Добрев – Лальо Лалев; квартален полицай
- Стефан Къшев – Доктор Контопишев  управител на масажно студио
- Стефан Иванов – Пешо; приятел на Гери
- Евгени Будинов – Кирчо,помага на Теменуга за отглеждането на Салвадор ( детето на Теменуга ). Работи като научен работник и й  разказва интересни истории.
- Христо Терзиев – Балериньо; бразилски футболист
- Валентин Кашъмов – Въжаров; политик
- Кристиян Фоков – Гарабедян; собственик на Първа Българска честна банка и приятел на Въжаров
- Виктор Александров – Салвадор; бебето на Теменуга
- Гено Колев – Цеков; собственик на комплекса ( Бояна Шишарка Резиденс )
- Вяра Зайкова – Мимолета

### Сезон 4
- Антон Радичев – Еделвайс Джамбазов; пенсионер, полковник готвач на Джуров
- Надя Савова – баба Цеца Драмбозова; майка на Величко
- Явор Гигов – Величко Драмбозов; син на  Баба Цеца, дувик
- Милена Маркова – Гери съпруга на Пешо, шивачка
- Невена Бозукова – Теменуга Балабанова; майка на Салвадор (общото им дете с Жоро) шивачка
- Станимир Гъмов – Живко Здравков; собственик на охлювъдник заедно с Кирчо
- Валентин Владимиров – Пепо Ванков; таксиметров шофьор и собственик на мини магазин в неговия автомобил.
- Пламен Добрев – Лальо Лалев; квартален полицай
- Стефан Иванов – Пешо; Съпруг на Гери, кранист
- Евгени Будинов – Кирчо, помага на Теменуга, научен работник, собственик на охлювъдник заедно с Живко
- Красимир Ранков – генерал Желязко Джуров; Генерал и шеф на Джамбазов от както се запознаха  в Камбоджа
- Красимир Куцупаров – Проданов; шеф на „Топлофикацията на квартала Нова Надежда
- Георги Спасов – Мирослав Сандъков; Кмет на квартал Нова  Надежда
- Яна Огнянова – Йорданка Сандъкова; Съпруга на Сандъков, адвокатка в кантора която се намира в комплекса "Нова Надежда"
- Гено Колев – Цеков; собственик на комплекса Нова Надежда
- Милица Гладнишка – Мими, участва в сезона при последния епизод на сезона при трамвая с Величко, който е учуден как тя е жива

## Музика
- Саундтакът на сериала е песента на Shantel Disko Partizani. Използвана е само мелодията, написан е нов текст на български. Изпълняват я Антон Радичев, Станимир Гъмов и останалите актьори от първи сезон.